# A-1頭條
《A-1頭條》是2004年上映的香港電影。陳嘉上、鍾繼昌 導演，李心潔、黃秋生、梁家輝、陳冠希主演。

## 演员
| 演员   | 角色   | 备注     |
| 李心潔 | 阿玲   | 記者     |
| 黃秋生 | 飛哥   | 前警員   |
| 梁家輝 | 曾達時 | 報館編輯 |
| 陳冠希 | 基仔   |          |
| 葛民輝 | 馬仔   |          |
| 林家棟 | 阿唐   |          |
| 盧偉力 |        | 阿唐上級 |
| 陳山聰 |        | 城中名人 |
| 陳小韻 |        | 模特兒   |
| 陳達志 |        | 報館老闆 |
| 張旭燊 | 發叔   | 報館編輯 |
| 林超賢 |        |          |

## 提名與獎項
| 頒獎典禮                   | 獎項       | 名字           | 結果 |
| -------------------------- | ---------- | -------------- | ---- |
| 第24届香港电影金像奖       | 最佳編劇   | 陳嘉上、鍾繼昌 | 提名 |
| 第11屆香港電影評論學會大獎 | 最佳編劇   | 陳嘉上、鍾繼昌 | 獲獎 |
| 第11屆香港電影評論學會大獎 | 最佳男演員 | 梁家輝         | 提名 |
| 第11屆香港電影評論學會大獎 | 推薦電影   | A-1頭條        | 獲獎 |
| 第41屆金馬獎               | 最佳男配角 | 葛民輝         | 提名 |
| 第41屆金馬獎               | 最佳男配角 | 梁家輝         | 提名 |

## 外部連結
- 開眼電影網上《A-1頭條》的資料（繁體中文）
- 香港影庫上《A-1頭條》的資料（繁體中文）
- 时光网上《A-1頭條》的資料（简体中文）
- 豆瓣电影上《A-1頭條》的資料 （简体中文）
- 爛番茄上《A-1頭條》的資料（英文）
- 互联网电影数据库（IMDb）上《A-1頭條》的资料（英文）